# Challenge Ciclista a Mallorca 2023
La 32.ª edición de la Challenge Ciclista a Mallorca fue una serie de carreras de ciclismo que se celebró en España entre el 25 y el 29 de enero de 2022, sobre un recorrido total de 150,1 kilómetros en la isla balear de Mallorca.
Las cinco carreras formaron parte del UCI Europe Tour 2023, calendario ciclístico de los Circuitos Continentales UCI, dentro de la categoría 1.1.

## Equipos participantes
Tomaron parte en la carrera XX equipos: xx de categoría UCI WorldTeam, x de categoría UCI ProTeam y x de categoría Continental. Los equipos participantes fueron:
| WorldTeams (8)- Bora-Hansgrohe - Arkéa-Samsic - Cofidis - EF Education-EasyPost - Intermarché-Circus-Wanty - Movistar Team - Soudal Quick-Step - UAE Team Emirates ProTeams (10)- Burgos-BH - Caja Rural-Seguros RGA - Eolo-Kometa - Euskaltel-Euskadi - Equipo Kern Pharma - Green Project-Bardiani CSF-Faizanè - Human Powered Health - Israel-Premier Tech - Lotto Dstny - Team Flanders-Baloise Equipos continentales (2)- Electro Hiper Europa - Project Echelon Racing Equipo nacional- España |
| |

## Clasificaciones finales
- Las clasificaciones finalizaron de la siguiente forma:

### Trofeo Calviá
| \| Clasificación general \| Clasificación general \| Clasificación general \| Clasificación general \| Clasificación general \| \| Ciclista \| Ciclista \| Equipo \| Tiempo \| \| \| --------------------- \| --------------------- \| ------------------------ \| --------------------- \| --------------------- \| \| 1.º \| Rui Alberto Costa \| Intermarché-Circus-Wanty \| 3 h 59 min 34 s \| \| \| 2.º \| Louis Vervaeke \| Soudal Quick-Step \| + 0 s \| \| \| 3.º \| Ben Healy \| EF Education-EasyPost \| + 1 s \| \| \| 4.º \| Casper Pedersen \| Soudal Quick-Step \| + 3 s \| \| \| 5.º \| Axel Zingle \| Cofidis \| + 3 s \| \| \| 6.º \| Carlos Canal \| Euskaltel-Euskadi \| + 3 s \| \| \| 7.º \| Kobe Goossens \| Intermarché-Circus-Wanty \| + 3 s \| \| \| 8.º \| Ben Zwiehoff \| Bora-Hansgrohe \| + 3 s \| \| \| 9.º \| Julian Alaphilippe \| Soudal Quick-Step \| + 9 s \| \| \| 10.º \| Andrea Bagioli \| Soudal Quick-Step \| + 9 s \| \| |                    |                          |                 |
| |                    |                          |                 |
| Fuente: ProCyclingStats |                    |                          |                 |
| Clasificación general |                    |                          |                 |
| Ciclista | Ciclista           | Equipo                   | Tiempo          |
| 1.º | Rui Alberto Costa  | Intermarché-Circus-Wanty | 3 h 59 min 34 s |
| 2.º | Louis Vervaeke     | Soudal Quick-Step        | + 0 s           |
| 3.º | Ben Healy          | EF Education-EasyPost    | + 1 s           |
| 4.º | Casper Pedersen    | Soudal Quick-Step        | + 3 s           |
| 5.º | Axel Zingle        | Cofidis                  | + 3 s           |
| 6.º | Carlos Canal       | Euskaltel-Euskadi        | + 3 s           |
| 7.º | Kobe Goossens      | Intermarché-Circus-Wanty | + 3 s           |
| 8.º | Ben Zwiehoff       | Bora-Hansgrohe           | + 3 s           |
| 9.º | Julian Alaphilippe | Soudal Quick-Step        | + 9 s           |
| 10.º | Andrea Bagioli     | Soudal Quick-Step        | + 9 s           |

### Trofeo Alcudia
| \| Clasificación general \| Clasificación general \| Clasificación general \| Clasificación general \| Clasificación general \| \| Ciclista \| Ciclista \| Equipo \| Tiempo \| \| \| --------------------- \| --------------------- \| ------------------------ \| --------------------- \| --------------------- \| \| 1.º \| Marijn van den Berg \| EF Education-EasyPost \| 3 h 37 min 31 s \| \| \| 2.º \| Ethan Vernon \| Soudal Quick-Step \| + 0 s \| \| \| 3.º \| Biniam Girmay \| Intermarché-Circus-Wanty \| + 0 s \| \| \| 4.º \| Axel Zingle \| Cofidis \| + 0 s \| \| \| 5.º \| Antonio Jesús Soto \| Euskaltel-Euskadi \| + 0 s \| \| \| 6.º \| Max Kanter \| Movistar Team \| + 0 s \| \| \| 7.º \| Carlos Canal \| Euskaltel-Euskadi \| + 0 s \| \| \| 8.º \| Rui Oliveira \| UAE Team Emirates \| + 0 s \| \| \| 9.º \| Mike Teunissen \| Intermarché-Circus-Wanty \| + 0 s \| \| \| 10.º \| Patrick Konrad \| Bora-Hansgrohe \| + 0 s \| \| |                     |                          |                 |
| |                     |                          |                 |
| Fuente: ProCyclingStats |                     |                          |                 |
| Clasificación general |                     |                          |                 |
| Ciclista | Ciclista            | Equipo                   | Tiempo          |
| 1.º | Marijn van den Berg | EF Education-EasyPost    | 3 h 37 min 31 s |
| 2.º | Ethan Vernon        | Soudal Quick-Step        | + 0 s           |
| 3.º | Biniam Girmay       | Intermarché-Circus-Wanty | + 0 s           |
| 4.º | Axel Zingle         | Cofidis                  | + 0 s           |
| 5.º | Antonio Jesús Soto  | Euskaltel-Euskadi        | + 0 s           |
| 6.º | Max Kanter          | Movistar Team            | + 0 s           |
| 7.º | Carlos Canal        | Euskaltel-Euskadi        | + 0 s           |
| 8.º | Rui Oliveira        | UAE Team Emirates        | + 0 s           |
| 9.º | Mike Teunissen      | Intermarché-Circus-Wanty | + 0 s           |
| 10.º | Patrick Konrad      | Bora-Hansgrohe           | + 0 s           |

### Trofeo Andrach-Mirador D'es Colomer
| \| Clasificación general \| Clasificación general \| Clasificación general \| Clasificación general \| Clasificación general \| \| Ciclista \| Ciclista \| Equipo \| Tiempo \| \| \| --------------------- \| ------------------------- \| ---------------------------------- \| --------------------- \| --------------------- \| \| 1.º \| Kobe Goossens \| Intermarché-Circus-Wanty \| 4 h 07 min 00 s \| \| \| 2.º \| Pelayo Sánchez \| Burgos-BH \| + 39 s \| \| \| 3.º \| Lennert Van Eetvelt \| Lotto Dstny \| + 40 s \| \| \| 4.º \| Alessio Martinelli \| Green Project-Bardiani CSF-Faizanè \| + 40 s \| \| \| 5.º \| Roger Adrià \| Equipo Kern Pharma \| + 40 s \| \| \| 6.º \| Fernando Barceló \| Caja Rural-Seguros RGA \| + 44 s \| \| \| 7.º \| Patrick Konrad \| Bora-Hansgrohe \| + 44 s \| \| \| 8.º \| Louis Barré \| Arkéa-Samsic \| + 48 s \| \| \| 9.º \| Gonzalo Serrano Rodríguez \| Movistar Team \| + 50 s \| \| \| 10.º \| Emanuel Buchmann \| Bora-Hansgrohe \| + 53 s \| \| |                           |                                    |                 |
| |                           |                                    |                 |
| Fuente: ProCyclingStats |                           |                                    |                 |
| Clasificación general |                           |                                    |                 |
| Ciclista | Ciclista                  | Equipo                             | Tiempo          |
| 1.º | Kobe Goossens             | Intermarché-Circus-Wanty           | 4 h 07 min 00 s |
| 2.º | Pelayo Sánchez            | Burgos-BH                          | + 39 s          |
| 3.º | Lennert Van Eetvelt       | Lotto Dstny                        | + 40 s          |
| 4.º | Alessio Martinelli        | Green Project-Bardiani CSF-Faizanè | + 40 s          |
| 5.º | Roger Adrià               | Equipo Kern Pharma                 | + 40 s          |
| 6.º | Fernando Barceló          | Caja Rural-Seguros RGA             | + 44 s          |
| 7.º | Patrick Konrad            | Bora-Hansgrohe                     | + 44 s          |
| 8.º | Louis Barré               | Arkéa-Samsic                       | + 48 s          |
| 9.º | Gonzalo Serrano Rodríguez | Movistar Team                      | + 50 s          |
| 10.º | Emanuel Buchmann          | Bora-Hansgrohe                     | + 53 s          |

### Trofeo Serra de Tramuntana (Lloseta-Lloseta)
| \| Clasificación general \| Clasificación general \| Clasificación general \| Clasificación general \| Clasificación general \| \| Ciclista \| Ciclista \| Equipo \| Tiempo \| \| \| --------------------- \| --------------------- \| ---------------------------------- \| --------------------- \| --------------------- \| \| 1.º \| Kobe Goossens \| Intermarché-Circus-Wanty \| 2 h 55 min 07 s \| \| \| 2.º \| Lennert Van Eetvelt \| Lotto Dstny \| + 7 s \| \| \| 3.º \| Ilan Van Wilder \| Soudal Quick-Step \| + 9 s \| \| \| 4.º \| Lilian Calmejane \| Intermarché-Circus-Wanty \| + 11 s \| \| \| 5.º \| Brandon McNulty \| UAE Team Emirates \| + 13 s \| \| \| 6.º \| Hugh Carthy \| EF Education-EasyPost \| + 13 s \| \| \| 7.º \| Alessio Martinelli \| Green Project-Bardiani CSF-Faizanè \| + 13 s \| \| \| 8.º \| Alessandro Tonelli \| Green Project-Bardiani CSF-Faizanè \| + 21 s \| \| \| 9.º \| João Almeida \| UAE Team Emirates \| + 31 s \| \| \| 10.º \| Harry Sweeny \| Lotto Dstny \| + 1 min 20 s \| \| |                     |                                    |                 |
| |                     |                                    |                 |
| Fuente: ProCyclingStats |                     |                                    |                 |
| Clasificación general |                     |                                    |                 |
| Ciclista | Ciclista            | Equipo                             | Tiempo          |
| 1.º | Kobe Goossens       | Intermarché-Circus-Wanty           | 2 h 55 min 07 s |
| 2.º | Lennert Van Eetvelt | Lotto Dstny                        | + 7 s           |
| 3.º | Ilan Van Wilder     | Soudal Quick-Step                  | + 9 s           |
| 4.º | Lilian Calmejane    | Intermarché-Circus-Wanty           | + 11 s          |
| 5.º | Brandon McNulty     | UAE Team Emirates                  | + 13 s          |
| 6.º | Hugh Carthy         | EF Education-EasyPost              | + 13 s          |
| 7.º | Alessio Martinelli  | Green Project-Bardiani CSF-Faizanè | + 13 s          |
| 8.º | Alessandro Tonelli  | Green Project-Bardiani CSF-Faizanè | + 21 s          |
| 9.º | João Almeida        | UAE Team Emirates                  | + 31 s          |
| 10.º | Harry Sweeny        | Lotto Dstny                        | + 1 min 20 s    |

### Trofeo Palma-Palma
| \| Clasificación general \| Clasificación general \| Clasificación general \| Clasificación general \| Clasificación general \| \| Ciclista \| Ciclista \| Equipo \| Tiempo \| \| \| --------------------- \| --------------------- \| ------------------------ \| --------------------- \| --------------------- \| \| 1.º \| Ethan Vernon \| Soudal Quick-Step \| 3 h 09 min 37 s \| \| \| 2.º \| Biniam Girmay \| Intermarché-Circus-Wanty \| + 0 s \| \| \| 3.º \| Jarne Van de Paar \| Lotto Dstny \| + 0 s \| \| \| 4.º \| Iván García Cortina \| Movistar Team \| + 0 s \| \| \| 5.º \| Juan Sebastián Molano \| UAE Team Emirates \| + 0 s \| \| \| 6.º \| Stanisław Aniołkowski \| Human Powered Health \| + 0 s \| \| \| 7.º \| Tom Van Asbroeck \| Israel-Premier Tech \| + 0 s \| \| \| 8.º \| Daniel Babor \| Caja Rural-Seguros RGA \| + 0 s \| \| \| 9.º \| Axel Zingle \| Cofidis \| + 0 s \| \| \| 10.º \| Owain Doull \| EF Education-EasyPost \| + 0 s \| \| |                       |                          |                 |
| |                       |                          |                 |
| Fuente: ProCyclingStats |                       |                          |                 |
| Clasificación general |                       |                          |                 |
| Ciclista | Ciclista              | Equipo                   | Tiempo          |
| 1.º | Ethan Vernon          | Soudal Quick-Step        | 3 h 09 min 37 s |
| 2.º | Biniam Girmay         | Intermarché-Circus-Wanty | + 0 s           |
| 3.º | Jarne Van de Paar     | Lotto Dstny              | + 0 s           |
| 4.º | Iván García Cortina   | Movistar Team            | + 0 s           |
| 5.º | Juan Sebastián Molano | UAE Team Emirates        | + 0 s           |
| 6.º | Stanisław Aniołkowski | Human Powered Health     | + 0 s           |
| 7.º | Tom Van Asbroeck      | Israel-Premier Tech      | + 0 s           |
| 8.º | Daniel Babor          | Caja Rural-Seguros RGA   | + 0 s           |
| 9.º | Axel Zingle           | Cofidis                  | + 0 s           |
| 10.º | Owain Doull           | EF Education-EasyPost    | + 0 s           |